# Jan Rożek (policjant)

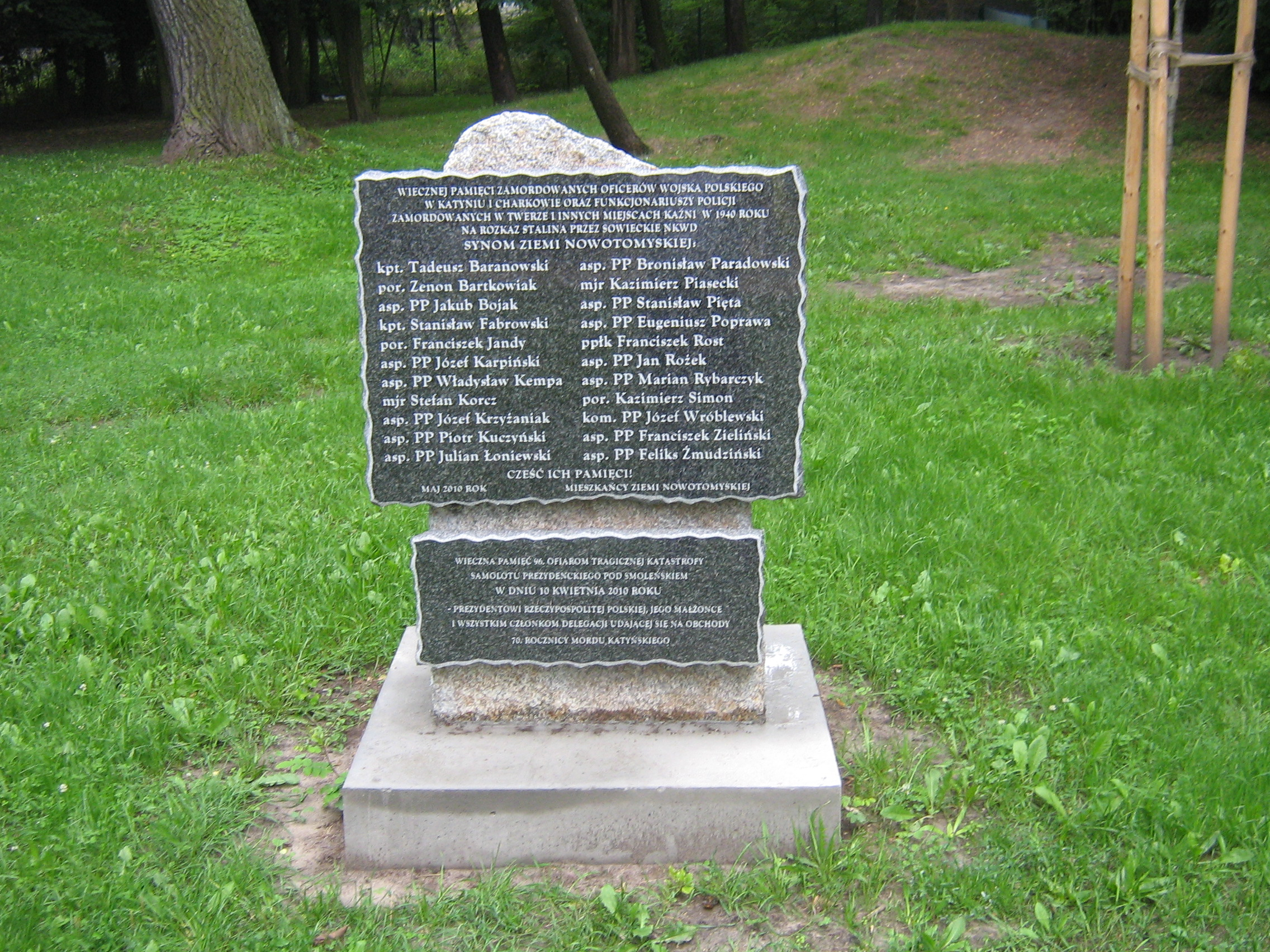
Tablica pamiątkowa ku czci ofiar zbrodni katyńskiej z Nowego Tomyśla

Jan Rożek (ur. 6 października 1886 w Wąsowie, zm. wiosną 1940 w Kalininie) – powstaniec wielkopolski, uczestnik wojny polsko-bolszewickiej, funkcjonariusz Policji Państwowej i jedna z ofiar zbrodni katyńskiej.

## Życiorys
Urodził się 6 października 1886 w Wąsowie, w rodzinie Jana i Marianny z Pawlików.
W 1903 wyjechał do Lipska, gdzie wyuczył się zawodu brukarza. Po służbie wojskowej pracował w tym samym mieście jako konduktor. W czasie I wojny światowej został zmobilizowany do niemieckiego 22 batalionu saperów i wysłany na front zachodni.
Po zakończeniu działań wojennych przyłączył się do Powstania Wielkopolskiego, był współorganizatorem i dowódcą kompanii powstańczej w Lwówku. Na jej czele rozbroił niemieckich kolonistów w pobliskich wsiach i obsadził Lwówek. Następnie uczestniczył w walkach pod Miedzichowem, Lewicami i Grudną.
Po zakończeniu walk w Wielkopolsce brał udział w wojnie polsko-bolszewickiej.
W okresie międzywojennym był funkcjonariuszem Policji Państwowej najpierw w Buku, a później w Nowym Tomyślu. 1 lipca 1930 został mianowany starszym posterunkowym, a 1 marca 1936 przodownikiem.
We wrześniu 1939 dotarł transportem do Brześcia nad Bugiem, gdzie został internowany przez Armię Czerwoną. Wiosną 1940 r. został zamordowany przez NKWD w Kalininie (obecnie Twer).
Ze związku małżeńskiego z Katarzyną Olejnik miał troje dzieci: Mieczysława, Leonarda i Irenę.

## Awans pośmiertny i upamiętnienie
Jan Rożek pośmiertnie został nominowany na stopień aspiranta. Nominacja została podpisana przez Ministra Obrony Narodowej Aleksandra Szczygłę decyzją nr 439/MON z dnia 5 października 2007 roku
W rodzinnym Wąsowie upamiętniony nazwą ulicy.

## Ordery i odznaczenia
- Krzyż Niepodległości – 20 grudnia 1932 „za pracę w dziele odzyskania niepodległości”[5]
- Krzyż Walecznych
- Medal Pamiątkowy za Wojnę 1918–1921
- Krzyż Kampanii Wrześniowej – pośmiertnie 1 stycznia 1986[6]